# Trichophyton mentagrophytes

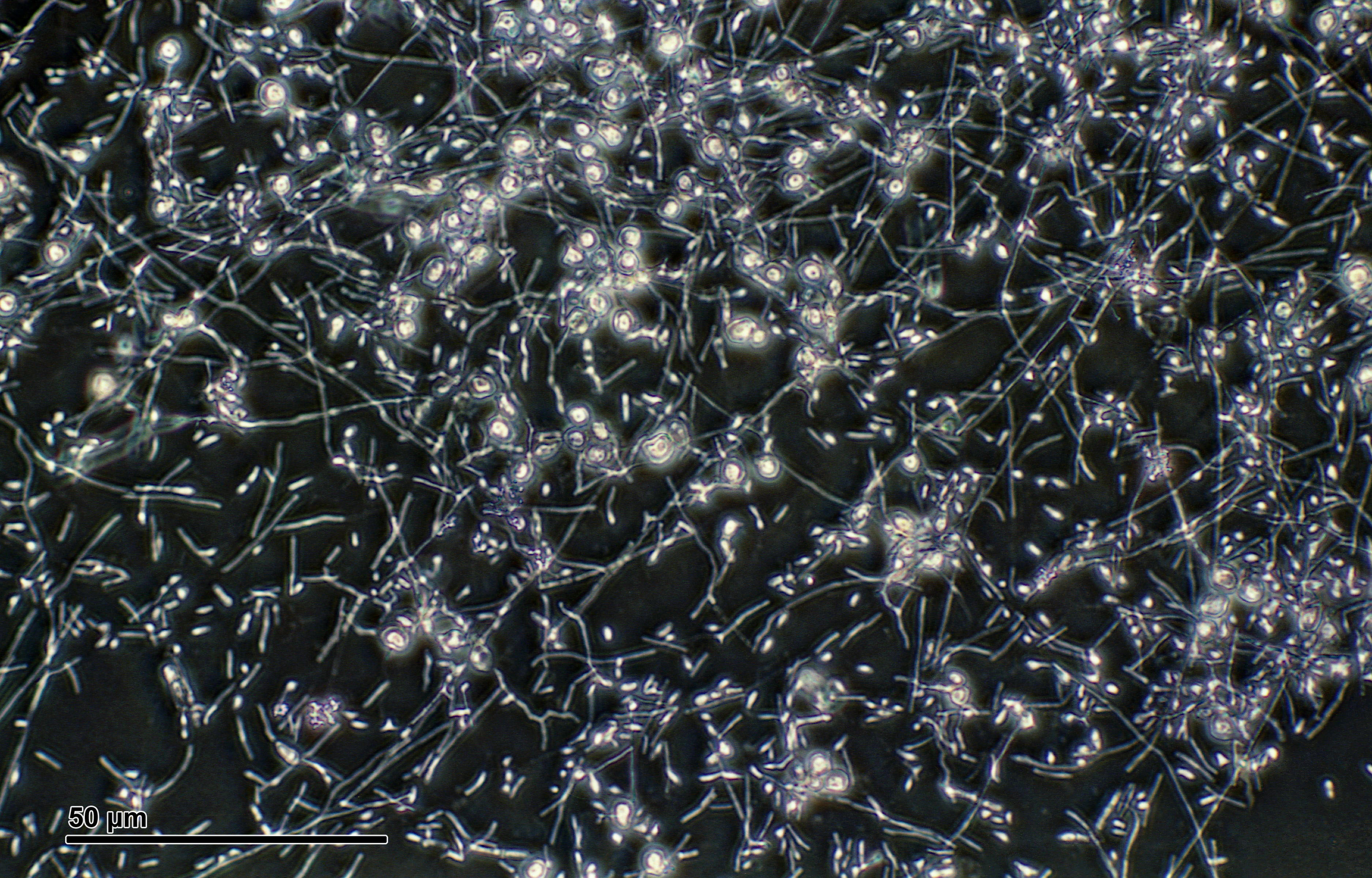
Obraz mikroskopowy

Trichophyton mentagrophytes (C.P. Robin) Sabour. – gatunek grzybów należący do klasy Eurotiomycetes. Grzyb mikroskopijny, dermatofit będący jednym z głównych patogenów powodujących u ludzi grzybicę.

## Systematyka i nazewnictwo
Pozycja w klasyfikacji według Index Fungorum:  Trichophyton, Arthrodermataceae, Onygenales, Eurotiomycetidae, Eurotiomycetes, Pezizomycotina, Ascomycota, Fungi.
Po raz pierwszy zdiagnozował go w 1853 r. Charles Philippe Robin nadając mu nazwę Microsporum mentagrophytes. Obecną, uznaną przez Index Fungorum nazwę nadał mu Raymond Sabour w 1895 r.
Ma około 70 synonimów. Są nimi wszystkie odmiany i formy. Niektóre inne:
- Sabouraudites mentagrophytes (C.P. Robin) M. Ota & Kawats. 1933
- Spiralia mentagrophytes (C.P. Robin) Grigoraki 1932
- Trichophyton erinacei (J.M.B. Sm. & Marples) A.A. Padhye & J.W. Carmich. 1969

## Morfologia i rozwój
Znane jest występowania Trichophyton mentagrophytes w Ameryce Północnej, Eurazji, Afryce i Australii. Jest to drugi co do częstości występowania dermatofit (po Trichophyton rubrum). Atakuje ludzi, wiele gatunków zwierząt dzikich i hodowlanych, sporadycznie może występować także w glebie. Jest dermatofitem antropofilnym, tzn, że ludzie infekują się nim głównie od innych ludzi.
Jest to grzyb niezwiązany z glebą i nie wymagający żadnych specyficznych warunków podczas hodowli w laboratorium na sztucznych podłożach. Kolonie wyrosłe na podłożu SDA są białe o proszkowatej teksturze. Rozróżnia się go morfologicznie na podstawie rozwoju makro i mikrokonidiów o gładkich ścianach. Makrokonidia powstają bocznie w strzępkach lub w krótkich szypułkach o cienkich lub grubych ścianach, są maczugowate lub wrzecionowate, o wielkości wahającej się od 4-8 do 8–50 μm. Mikrokonidia są obfite, kuliste, gruszkowate lub o nieregularnym kształcie, o rozmiarach od 2–3 do 2–4 μm. Najbardziej spójną cechą T. mentagrophytes jest wytwarzanie kulistych mikroaleuriospor ułożonych w grupy (jak kiść winogron).

## Diagnostyka
Tradycyjnie T. mentagrophytes identyfikuje się na podstawie jego cech makro i mikroskopowych, a czasem cech fizjologicznych (perforacja włosa i aktywność ureazy); jednak wyniki są zwykle niepewne ze względu na różnice fenotypowe między izolatami, takie jak tempo wzrostu grzybni, kolor (biały lub beżowy) i wygląd kolonii (pudrowa lub aksamitna), liczbę mikrokonidów, obecność lub brak włókien spiralnych itp. W praktyce klinicznej antropofilne, aksamitne izolaty pozyskane z ludzkiej stopy są powszechnie określane jako Trichophyton interdigitale, podczas gdy izolaty sproszkowane, niezależnie od ich pochodzenia, klasyfikowane są jako T. mentagrophytes. Jednak ta strategia jest niewystarczająca i nieodpowiednia do odróżnienia T. mentagrophytes od pozostałych gatunków, które mogą powodować infekcje u ludzi i podobnie jak T. interdigitale, również wytwarzają aksamitne kolonie. Dlatego, aby zapewnić dokładność identyfikacji, zaleca się stosowanie metod molekularnych w połączeniu z analizami morfologicznymi. Leczenie grzybicy wywołanej przez T. mentagrophytes sensu lato jest na ogół skuteczne wobec wielu pozostałych dermatofitów; odnotowano jednak wzrost liczby przypadków wywołanych przez T. interdigitale oporny na terbinafinę, która jest leczeniem z wyboru. Dlatego, aby osiągnąć celowaną terapię i lepsze rokowanie, a także dla celów epidemiologicznych, ważne jest przeprowadzenie identyfikacji grzyba na poziomie gatunkowym za pomocą metod molekularnych.